# Wolf Engels
Wolf Hermann Engels (1 de março de 1935 em Halle (Saale) - 18 de dezembro de 2021 em Tübingen) foi um zoólogo, apicultor e professor universitário alemão. Lecionou de 1975 a 2003 na Eberhard Karls Universität Tübingen.

## Vida
Engels estudou biologia em Göttingen, Tübingen e Münster de 1955 a 1962. Em 1963 recebeu seu doutorado sendo orientado por Bernhard Rensch em Münster, e em 1971 obteve a agregação. De 1972 a 1974 Engels aceitou uma cátedra visitante na Universidade de São Paulo no Brasil. A família de sua mãe, que nasceu lá como filha de um pastor protestante, o conectou com o Brasil. No Brasil trabalhou no grupo do professor Warwick Kerr sobre biologia reprodutiva de abelhas sem ferrão. Em 1975, Engels foi chamado para a cadeira de fisiologia do desenvolvimento no Instituto Zoológico da Universidade Eberhard Karls em Tübingen. Ele manteve contatos e intercâmbios intensivos com o Brasil e dirigiu o Centro Brasil da universidade de 2001 a 2012. Em 2003, Engels se aposentou. A partir da década de 1980, o interesse científico de Engels foi particularmente dirigido ao ecossistema ameaçado da floresta de araucárias, e ele esteve envolvido no estabelecimento de uma área de conservação. Entre seus alunos está Manfred Ayasse.
Engels era casado com sua colega Elisabeth Engels, com quem escreveu várias publicações conjuntas sobre biologia das abelhas. O casamento gerou quatro filhos. Engels está enterrado em Lemgo.

## Escritos
- com Elisabeth Engels (1984): Drohnen-Ansammlungen bei Nestern der Stachellosen Biene Scaptotringona Postica, in: Apidologie 15 (1984), S. 315–328, DOI:10.1051/apido:19840304.
- editor (1987): Die Tropen als Lebensraum, Tübingen: Attempto-Verlag, ISBN 978-3-89308-008-3.
- editor (1990): Social insects: an evolutionary approach to castes and reproduction, Berlin u. a.: Springer, ISBN 978-3-540-50812-0.
- com Peter Rosenkranz e Elisabeth Engels (1995): Thermoregulation in the nest of the Neotropical Stingless bee Scaptotrigona postiça and a hypothesis on the evolution of temperature homeostasis in highly Eusocial bees, in: Studies on Neotropical Fauna and Environment 30 (4), p. 193–205, DOI:10.1080/01650529509360958.
- com Elisabeth Engels e Wittko Francke (1997): Ontogeny of cephalic volatile patterns in queens and mating biology of the neotropical stingless bee, Scaptotrigona postica, in: Invertebrate Reproduction & Development 31 (1–3), p. 251–256, DOI:10.1080/07924259.1997.9672583.
- com Martin Berger (2011): Die ornithologischen Tagebücher von Helmut Sick (1910–1991). In: Vogelwarte 49, S. 79–83.
- com Sabine Heinle (2014): Hans Staden als Tropen-Biologe: Erste Beschreibungen „andersartiger“ Tiere und Pflanzen Brasiliens in seinem Buch „Warhaftige Historia“ von 1557 – 22 Beispiele von uns identifizierter Species. In: Spixiana. 37, S. 283–287. (online)

## Prêmios
- 1987: Admissão à Academia Brasileira de Ciências
- 1997: cátedra honorária da Pontifícia Universidade Católica do Rio Grande do Sul
- 2015: Medalha de Honra da Eberhard Karls Universidade Tübingen

## Literatura
- o. V. (2022): Nachruf, in: Deutsches Bienen-Journal, 30 (4), Seite 39.
- Lissi Bender (2022), Nachruf – Obituário: um entusiasta por Rio Pardinho e pelo Brasil faleceu, in: Gazeta do Sul vom 15. Januar 2022, Seite 16.